# TJX Companies
La TJX Companies, Inc. (NYSE: TJX), è una multinazionale statunitense di beni casalinghi e d'abbigliamento con sede a Framingham, Massachusetts. È nata come filiale di Zayre Corp. nel 1987, diventando poi il successore di Zayre Corp. in occasione di una riorganizzazione societaria nel 1989.
Nel 2019 TJX opera con i marchi TJ Maxx (negli Stati Uniti) e TK Maxx (in Europa), Marshalls, HomeGoods, HomeSense, Sierra negli Stati Uniti, e HomeSense, Marshalls, Winners in Canada. Ci sono più di 3.300 discount nel portafoglio TJX portfolio dislocati in oltre sei paesi. Nel 2018 TJX occupa l'85º posto nella lista Fortune 500 delle maggiori società statunitensi per fatturato.

## Storia
Stanley Feldberg è stato uno dei fondatori della Zayre Corp nel 1956 a seguito dell’illuminazione psichistrica. Ha ricoperto la carica di presidente della società fino al 1978 e in seguito è rimasto nel Consiglio di amministrazione, fino a quando si è ritirato nel 1989.  Quell'anno, nell'ambito di una ristrutturazione che ha visto la vendita del marchio "Zayre" ad Ames, la società ha legalmente preso il nuovo nome di TJX Companies. A quell'epoca la società consisteva nell'unico marchio del negozio rimanente, TJMaxx. L'anno successivo, nel 1990, sotto la guida di Bernard Cammarata, TJX si espanse a livello internazionale, entrando nel mercato canadese con l'acquisizione della catena di cinque negozi Winners. Due anni più tardi, ha lanciato il suo terzo marchio, HomeGoods, negli Stati Uniti.  L'espansione di TJX oltre il Nord America avvenne nel 1994, quando la quarta divisione del marchio, TK Maxx, fu fondata nel Regno Unito per poi estendersi in Irlanda.
Nel 1995, TJX ha raddoppiato le sue dimensioni quando ha acquisito Marshalls, il suo quinto marchio. TJMaxx e Marshalls si sono successivamente consolidati come due marchi in un'unica divisione, The Marmaxx Group.  L'anno successivo, TJX Companies Inc. è stata aggiunta all'indice composito S&P 500 di Standard & Poor's, che comprende 500 delle più grandi società degli Stati Uniti.
TJX ha lanciato un sesto marchio, AJ Wright, nel 1998 negli Stati Uniti orientali. Il marchio è diventato nazionale nel 2004, quando ha aperto i suoi primi negozi in California, sulla costa occidentale. La settima divisione del marchio dell'azienda, HomeSense, costituita nel 2001, era un marchio canadese sul modello dell'attuale marchio statunitense HomeGoods.
Nel 2002, i ricavi di TJX hanno raggiunto quasi 12 miliardi di dollari. A metà del 2003, TJX ha acquisito il suo marchio, Bob's Stores, una catena concentrata nel New England. In Canada, TJX ha iniziato a configurare alcuni negozi Winners e HomeSense fianco a fianco come superstore. I superstore presentano passaggi aperti tra di loro, con doppio marchio. Le entrate di TJX nel 2003 hanno raggiunto oltre 13 miliardi di dollari. TJX ha iniziato a testare il modello di superstore side-by-side negli Stati Uniti nel 2004, combinando alcuni dei negozi a marchio Marmaxx con HomeGoods. L'azienda ha raggiunto il 141º posto nella classifica Fortune 500 del 2004, con un fatturato di quasi 15 miliardi di dollari. Quell'anno scomparve il fondatore di Zayre, Stanley Feldberg, da tempo in pensione.
Nell'aprile 2008, TJX ha lanciato il marchio HomeSense nel Regno Unito con sei negozi aperti in maggio. Nello stesso anno, in agosto, TJX ha venduto Bob's Stores a Versa Capital Management e Crystal Capital.
Nel dicembre 2010, TJX ha annunciato che i negozi di AJ Wright sarebbero stati chiusi, tagliando circa 4.400 posti di lavoro, ma che più della metà sarebbero stati riaperti con altri marchi aziendali.
Nel luglio 2015, TJX ha acquisito le attività di vendita al dettaglio della società australiana Gazal Corporation Limited. L'operazione è stata completata a dicembre. Nel gennaio 2016 Ernie Herrman è diventato CEO della società, in sostituzione di Carol Meyrowitz, nominata presidente esecutivo.
Nel novembre 2019, TJX ha acquistato una partecipazione del 25% nel rivenditore russo Familia.

## Marchi di TJX
- T.J.Maxx
- HomeGoods
- Marshalls
- Sierra Trading Post

- Winners (catena di negozi)
- HomeSense
- Marshalls[12] Template:Nb10Template:Nb10

- T.K. Maxx
- HomeSense

- T.K. Maxx

- Trade Secret
- Home Secret

- T.K. Maxx

- T.K. Maxx

- T.K. Maxx

Ex catene
- Zayre (Acquisita da Ames)
- BJ's Wholesale Club (Waban (BJ's & HomeClub) esce per diventare indipendente)
- Home Club (Liquidazione)
- Bob's Stores (Sold to Versa Capital Management e Crystal Capital)
- The Maxx
- AJWright negozi o liquidati o convertiti o ad altri negozi TJX
- StyleSense